# Río Tubul
El río Tubul es un curso natural de agua que nace al sur del poblado Llico en la Región del Biobío y fluye con dirección general NE hasta desembocar en el golfo de Arauco, no lejos del poblado de Tubul.
Este río desemboca junto al río Raqui. 

## Trayecto
Recorre un fértil valle, que ofrece toda clase de recursos, corre hacia el norte se vacía en la parte sur de la bahía de Arauco; su boca es siempre mansa, queda abrigada del poniente y es accesible por lanchas y botes.: 906  En su desembocadura se encuentra el humedal Tubul-Raqui.
Sus afluentes por el este son el estero Ballelco y el río Raqui, por el oeste son los arroyos Truhuaco y lavapié.

## Historia
Francisco Solano Asta-Buruaga y Cienfuegos escribió en 1899 en su obra póstuma Diccionario Geográfico de la República de Chile sobre el río:
Tubul.-—Río de corto curso del departamento de Arauco que tiene sus fuentes al S. de la ciudad de Arauco en las sierras bajas, por los 37° 25' Lat. y al E. de Quiapo. Corre hacia el N. y á desembocar en la parte sudoeste de la ensenada de Arauco bajo los 37° 14' Lat. y 73° 25' Lon. á siete kilómetros al O. de la expresada ciudad. Es hondo y de marea y de márgenes hermosas, con buenos terrenos ribereños que contienen fundos de su propio nombre y á inmediaciones de su boca, mantos de hornaguera. Tiene barra, la que se hizo más somera con el terremoto del 20 de febrero de 1835 que solevantó la costa, pues antes admitía buques de mediano porte, como los que apresó el bandido realista Benavides en 1821 y quemó dentro de su ría después de saquearlos. Recibe varios arroyos y el Raqui, que es su principal afluente. El nombre es contracción de thuvuln y de leuvu, río que se enturbia.

## Población, economía y ecología
El río es cercano a la ciudad de Arauco.